# Prioritarisme
Le prioritarisme est une vision de l'éthique et de philosophie politique qui soutient que la qualité d'un résultat est une fonction du bien-être général de tous les individus avec un poids supplémentaire accordé aux individus les plus mal lotis. Comme l'utilitarisme, le prioritarisme est une forme de conséquentialisme agrégatif ; cependant, au lieu d'être indifférent à la répartition du bien-être, il donne la priorité aux individus les plus défavorisés.

Le terme a été inventé par le philosophe moral Larry Temkin dans le but d'expliquer la forme non égalitaire de la théorie. Richard Arneson, partisan de cette vision propose la formulation suivante : 
 Le prioritarisme défend que la valeur morale d'un acte bénéfique pour un individu (ou l'évitement d'une perte) est d'autant plus élevée que le bénéfice, mesuré sur une échelle de bien-être, l'est, et est d'autant plus élevée que le niveau de bien-être de l'individu est faible durant sa vie en dehors de la réception de cet avantage. 
 Comme les utilitaristes, les prioritariens croient à la maximisation du bien-être, mais à condition de ne pas se limiter au bien-être total ; ils considèrent que les bénéfices pour les plus défavorisés importent plus que les bénéfices pour les mieux nantis.

## Distinction de l'utilitarisme
Pour préciser la différence entre utilitarisme et prioritarisme, imaginez une société de deux personnes, Jim et Pam. Jim a un niveau de bien-être extrêmement élevé, est riche et vit une existence heureuse. Pam, en revanche, a un niveau de bien-être extrêmement faible, est très pauvre et vit une existence infernale. Imaginez maintenant que nous avons des ressources (disons 10 000 €) que nous pouvons distribuer aux membres de cette société comme bon nous semble. Dans des circonstances normales, en raison de l'utilité marginale décroissante de l'argent, les 10 000 € généreront plus de bien-être pour Pam que pour Jim.
Ainsi, dans des circonstances normales, un utilitariste recommanderait de donner les ressources à Pam. Cependant, imaginez que Jim, pour une raison quelconque, bien que déjà très aisé, gagnerait autant de bien-être que Pam en recevant les 10 000 €. Désormais, comme cela ne fait aucune différence en termes de bien-être total, les utilitaristes sont indifférents à qui obtient les 10 000 €. Les prioritariens, en revanche, diraient qu'ils bénéficieront mieux à Pam, la personne la plus défavorisée.

## Avantages
Le prioritarisme ne sert pas seulement à se départager (comme dans le cas ci-dessus), mais il peut aller à l'encontre de l'utilité totale. Supposons qu'une action ait deux résultats.
- Dans le résultat 1, le niveau de bien-être de Jim est de 110 (heureux); Pam a -73 (infernal); le bien-être général est de 37.

- Dans le résultat 2, le niveau de bien-être de Jim est de 23; celui de Pam est de 13; le bien-être général est de 36.

Les prioritariens trouveraient plus désirable le résultat 2 bien qu'il soit inférieur au résultat 1 en termes de bien-être général. Élever Pam de 86 a plus de valeur morale que de réduire Jim de 87 si un poids suffisamment élevé est accordé à améliorer la condition des plus démunis (Pam). Toutefois si cette surpondération est petite (priorité très faible), le résultat 2 peut ne plus être préférable. Si l'on pouvait passer d'une société décrite par le résultat 1 à une société décrite par le résultat 2, sous un prioritarisme suffisamment fort, cela devrait être fait. Le prioritarisme est sans doute plus intuitif que l'utilitarisme quand il s'agit de ce type de cas, en particulier en raison de l'accent mis par le prioritarien sur la compassion.
Il est également sans doute plus intuitif que les formes radicales de l'égalitarisme qui ne valorisent que l'égalité: d'après ce point de vue, si la seule façon d'atteindre l'égalité est de ramener Jim de 110 à -73, cela devrait être fait. Le prioritarisme n'accorde aucune valeur intrinsèque à l'égalité de bien-être entre les individus et ne considérerait pas une évolution vers une répartition plus équitable du bien-être comme meilleure si les plus défavorisés n'en bénéficiaient pas.
En plus d'avoir ces avantages potentiels par rapport à l'utilitarisme et à l'égalitarisme pur, le prioritarisme évite également certaines implications potentiellement embarrassantes du principe de maximin (voir également le principe de différence de Rawls). Le principe de maximin classe les résultats uniquement en fonction du bien-être du membre le plus défavorisé d'une société. Il peut donc être considéré comme une version extrême du prioritarisme. Imaginez choisir entre deux résultats: dans le résultat 1, le niveau de bien-être de Jim est 1, ceux de Pam et de Dwight sont de 100 (on pourrait ajouter un nombre indéfini de personnes avec des niveaux de bien-être indéfiniment élevés). Dans le résultat 2, le niveau de bien-être de Jim est de 2; les niveaux de bien-être de Pam et de Dwight sont chacun de 3. Beaucoup renierait le principe de maximin et jugerait le résultat 1 meilleur que le résultat 2 malgré un membre le plus défavorisé (Jim) au niveau de bien-être inférieur.

## Objections
Les objections au prioritarisme comprennent généralement celles du conséquentialisme agrégatif telle que la conclusion répugnante et ses corollaires sur l'apparente invraisemblance de certains compromis (par exemple un très grand nombre de migraines légères est évalué moins désirable que la torture prolongée et intense d'un seul innocent). Il existe également des objections à la quantification, à la mesure ou à la comparaison interpersonnelle du bien-être, qui frappent la plupart sinon toutes les formes de conséquentialisme agrégatif, y compris le prioritarisme[réf. nécessaire].
Une autre objection concerne le poids à accorder au bien-être des plus démunis, avec des problèmes d'arbitraire ou d'intuitionisme: les prioritariens sont confrontés à la tâche délicate d'équilibrer le bien-être total et la pondération envers les plus mal lotis. Toute théorie qui laisse une place au jugement dans des cas particuliers est sujette à ce type d'objection. Une réponse pourrait être que le poids à accorder au bien-être des plus démunis doit être déterminé par un équilibre réfléchi, ou que si les poids ne peuvent pas être déterminés avec précision, une gamme reste acceptable ou justifiable[réf. nécessaire].
Un utilitariste pourrait également affirmer que sa théorie est plus parcimonieuse que le prioritarisme (qui valorise le bien-être et la priorité). On peut rétorquer que même un utilitarisme pur comme l'hédonisme n'est pas entièrement automatique (et peut-être même pas véritablement moniste) car il nécessite encore un jugement, comme lorsqu'il s'agit d'équilibrer divers plaisirs contre diverses douleurs.